# 道央農業協同組合
道央農業協同組合（どうおうのうぎょうきょうどうくみあい、英称：JA Douou）は、北海道恵庭市に本所を置く農業協同組合である。略称はJA道央。当農協の担当地区は 石狩平野の中心に位置し、恵庭市・千歳市・北広島市・江別市の一円であり、道都札幌市の南東部に位置する。

## 概要
2001年（平成13年）に旧千歳市農協（JA千歳市）、恵庭市農協（JAえにわ）、北広島市農協（JA北ひろしま）、江別市農協（JA江別市）、野幌農協（JAのっぽろ）（江別市）の5つの農協（JA）合併によって設立。
札幌市の通勤圏で都市化が進んでいる地域であるが、石狩平野の中心に位置し平地が多い為、稲作が盛んであり、南部の千歳ではハスカップが特産である。

## 事務所の一覧
カッコ内は所在地。太字は基幹支店。
- 本所　（恵庭市島松仲町2丁目10-1）
  - 相生支店（恵庭市相生町61）
- 千歳支店（千歳市高台5丁目1-15）
- 東千歳支店（千歳市東丘824-69）
- 北広島支店（北広島市中央1丁目2-1）
  - 大曲支店（北広島市大曲中央2丁目1-1）
- 野幌支店（江別市野幌町33-1）
- 江別支店（江別市6条8丁目1）

## 子会社
- 株式会社ジャンス
- 株式会社道央ファーム